# Emil Wiechert

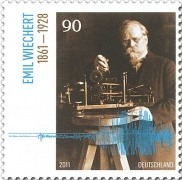
Selo alemão emitido em 2011 em homenagem ao físico

Johann Emil Wiechert (Sovetsk, 26 de dezembro de 1861 — Göttingen, 19 de março de 1928) foi um físico e sismologista alemão.

## Biografia
Formado em física pela Universidade de Königsberg, onde doutorou-se em 1889 e um ano depois obteve a habilitação para ensinar na Universidade.
Suas publicações durante a permanência em Königsberg foram voltadas principalmente para a estrutura física dos materiais, investigações experimentais sobre raios catódicos e sobre a natureza da eletricidade. Descobriu o elétron aproximadamente ao mesmo tempo que Joseph John Thomson (no entanto foi este que recebeu o Nobel de Física de 1906, pela descoberta do elétron). Em uma palestra em abril de 1896 perante a Königsberger Physikalisch-Ökonomische Gesellschaft referiu-se à existência de uma partícula, cuja massa deveria ser muito menor que a massa do átomo de hidrogênio. Em 7 de janeiro de 1897 relatou perante a mesma sociedade ter provado experimentalmente ser a massa de tal partícula 2 mil a 4 mil vezes menor que a do átomo de hidrogênio. Em setembro de 1897 apontou um valor mais exato: a massa da partícula é aproximadamente 1/(1500 ± 500) da massa do átomo de hidrogênio (seu valor atual é 1/1838). A palestra de Thomson perante a Royal Society ocorreu em 30 de abril de 1897.
Após habilitar-se foi assistente de Paul Volkmann na Universidade de Königsberg, onde permaneceu até 1897, quando iniciou a trabalhar na Universidade de Göttingen. Foi inicialmente assistente de Woldemar Voigt, e em 1898 foi denominado professor de geofísica e diretor do Laboratório de Geofísica da Universidade de Göttingen. Em 1902 construiu um sismógrafo, atualmente o mais antigo ainda em operação.
Por sugestão de Wiechert foi fundada em 1922 a atual Sociedade Geofísica Alemã, da qual foi o primeiro presidente. A sociedade concede a Medalha Emil Wiechert.

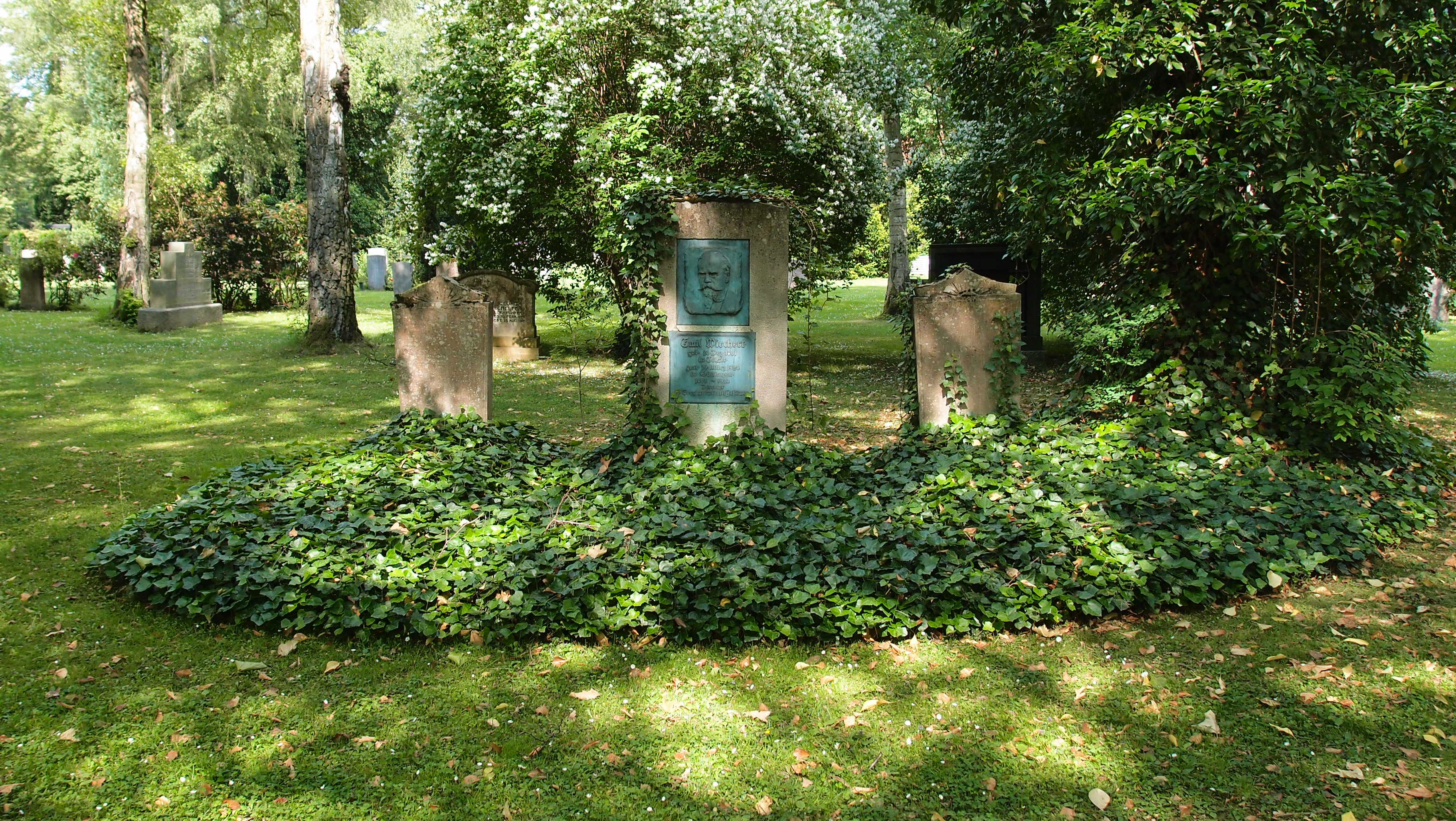
Sepultura no cemitério municipal de Göttingen

Emil Wiechert é considerado o mais significativo sismólogo alemão. No lado oculto da lua uma cratera foi batizada com seu nome. A descontinuidade que separa o Manto do Núcleo terrestres é chamada, em sua homenagem (e do seu colega sismólogo alemão Beno Gutenberg) de descontinuidade de Wiechert-Gutenberg.